# Katarzyna Konat
Katarzyna Konat (ur. 17 stycznia 1996 roku) – polska piłkarka, występująca na pozycji obrończyni. Zawodniczka UKS SMS Łódź. W sezonie 2012/2013 zdobyła z tym zespołem Puchar Polski. Na rozegranych w czerwcu 2013 roku Mistrzostwach Europy do lat 17 piłkarka zdobyła wraz z reprezentacją Polski U-17 złote medale.